# Poing
Poing település Németországban, azon belül Bajorországban. Lakosainak száma 16 666 fő (2023. december 31.). Poing Vaterstetten, Kirchheim bei München, Pliening, Markt Schwaben és Anzing községekkel határos.

## Népesség
A település népessége az elmúlt években az alábbi módon változott:
| Lakosok száma | 322  | 1589 | 5657 | 6152 | 13 750 | 14 449 | 15 217 | 15 652 | 16 042 | 16 666 |
|               | 1875 | 1950 | 1975 | 1987 | 2012   | 2014   | 2016   | 2017   | 2021   | 2023   |

## Fekvése
Markt Schwabentől délnyugatra fekvő település.

## Története
Régészeti leletek bizonyítják, hogy Poing területén a neolitikum ideje óta megszakítás nélkül éltek emberek, ezt az itt talált újkőkorszaki, bronzkori és római kori leletek is bizonyítanak. A falutól délre futott egy római út; az Augusta Vindelicorum (Augsburg) is.
A település nevét először Piuingun néven említették, később Biuwingun, Pivingen, Puingen, Pewing, Poying alakokban volt említve. A mai Poing alakban  1813-tól van használatban. 1406-ban a város a bajor herceg-Ingolstadt birtoka lett. Az örökösödési háború (1502/1503) és a harmincéves háború (1618-1648) Poingot is érintette. 1632-1634 a pestis dúlt.  Május 1-jén 1871 május 1-től nyílt meg a München-Simbach közötti vasútvonal, ami gazdasági fellendülést hozott Poings-nak is.

## Nevezetességek
- Szt. Mihály templom.
- Wildpark.

## Galéria

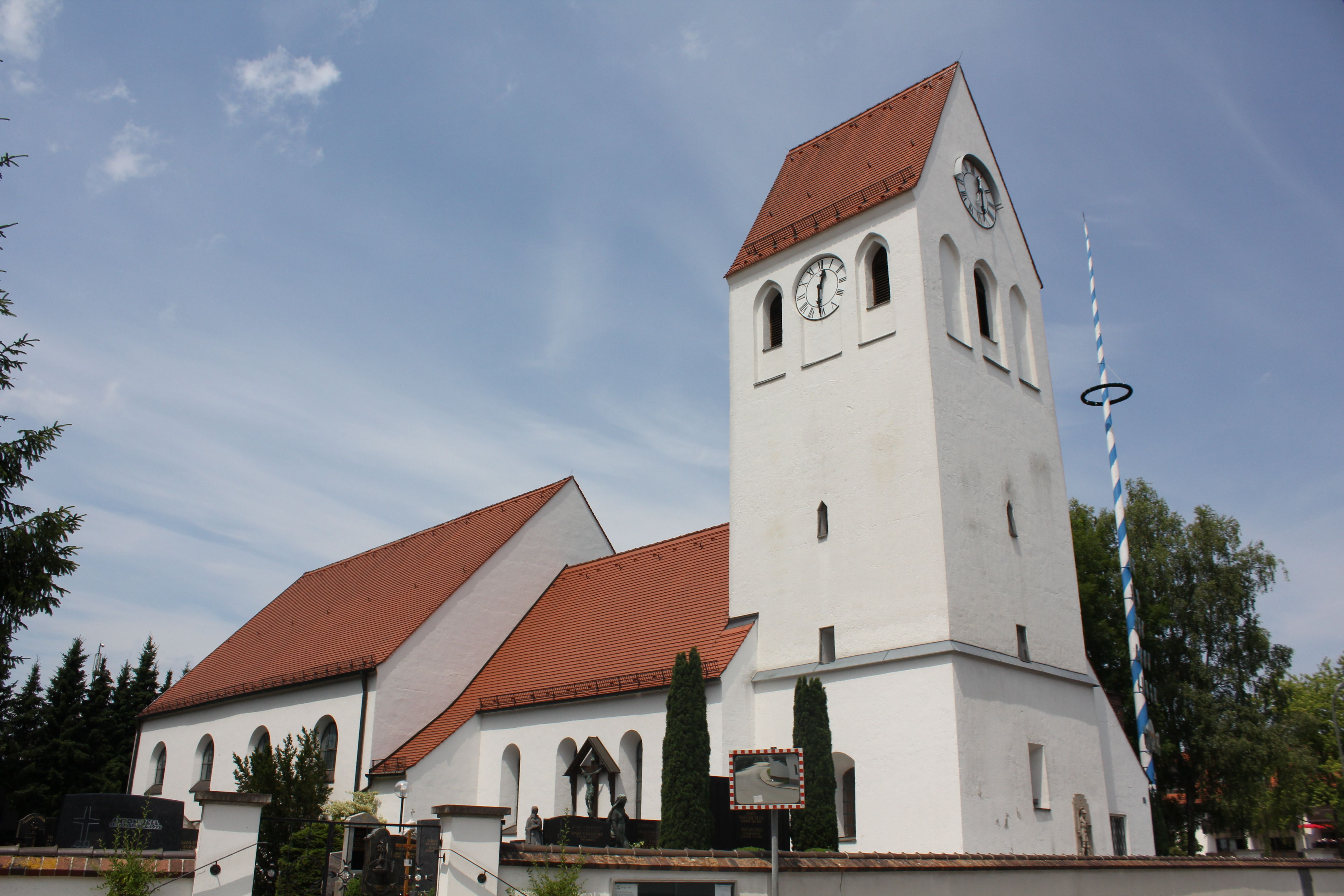
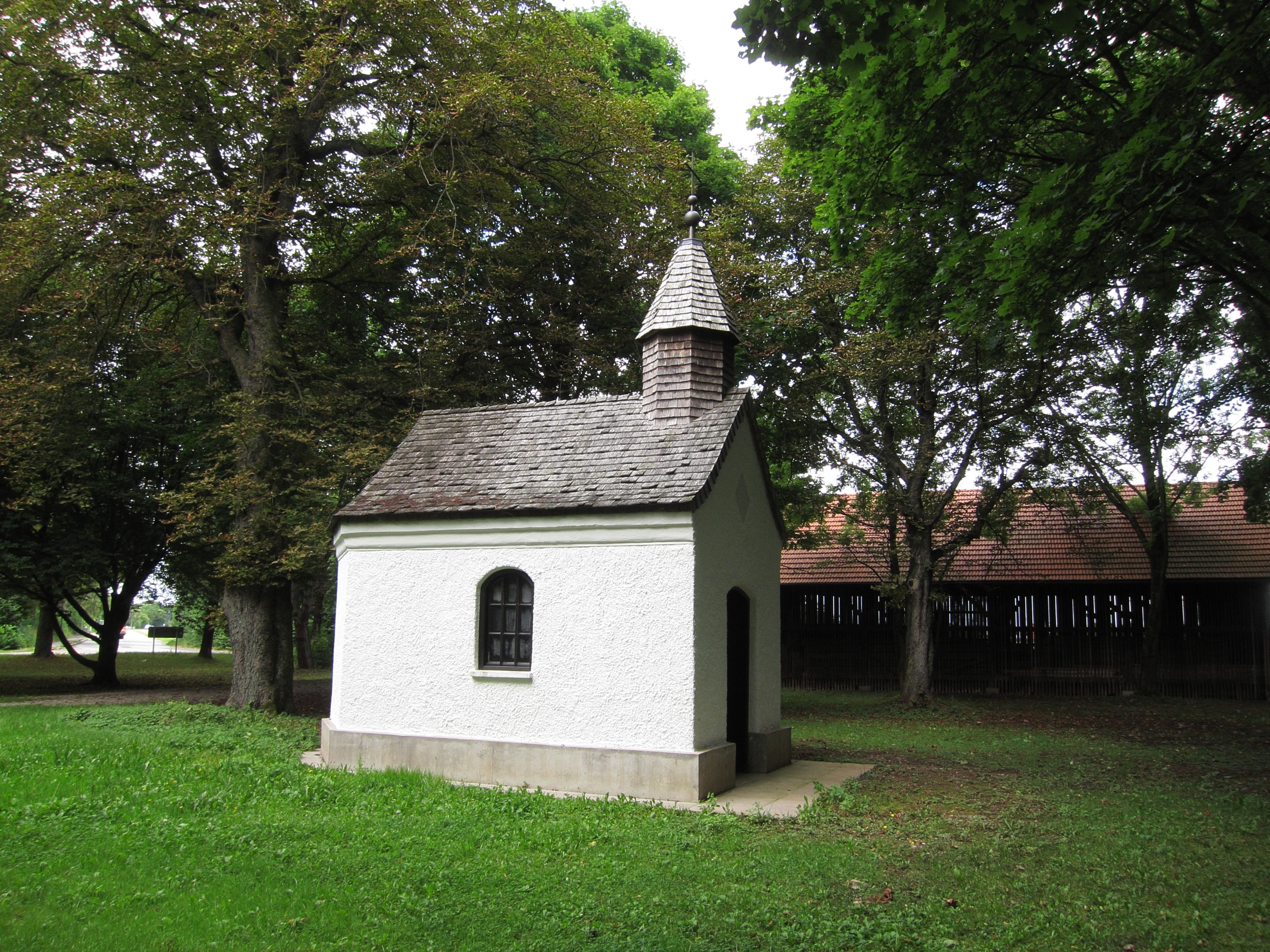
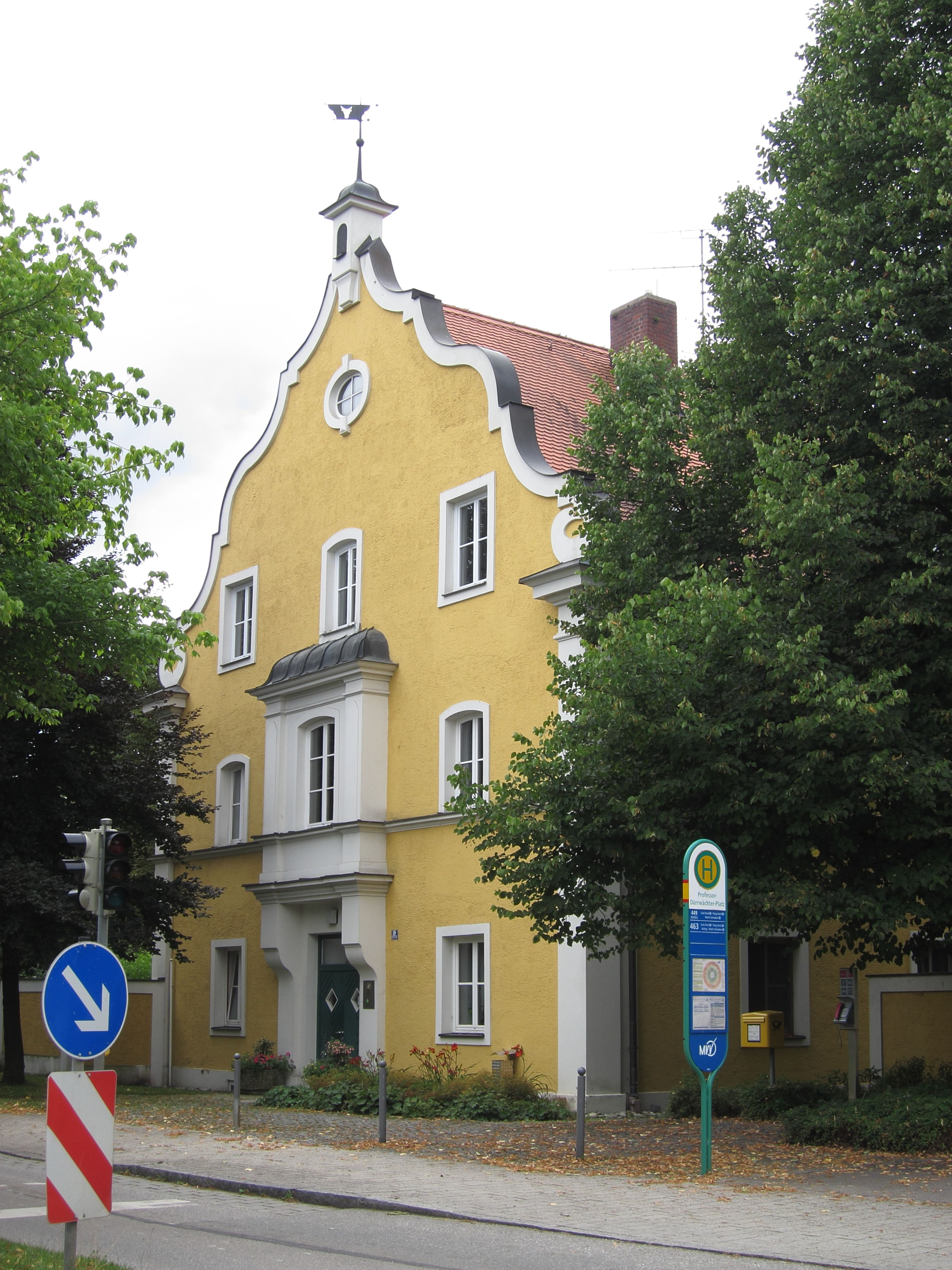

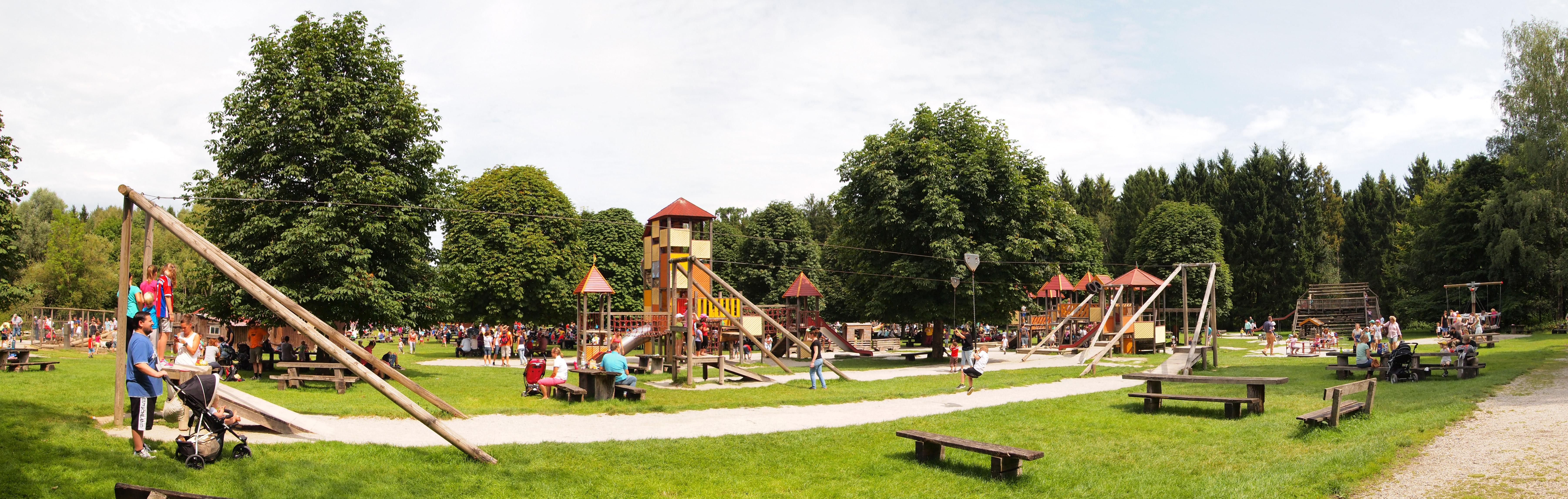
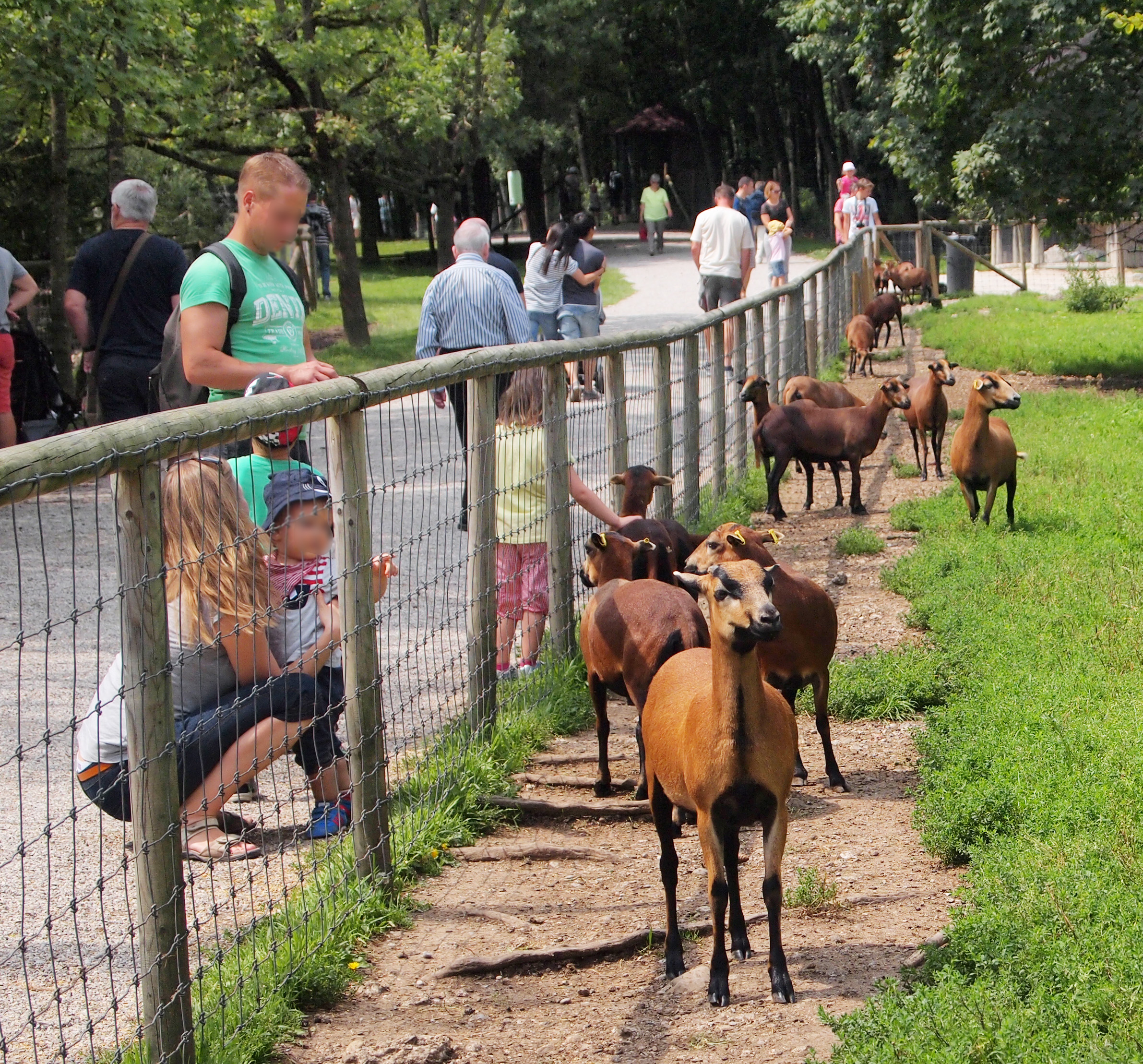
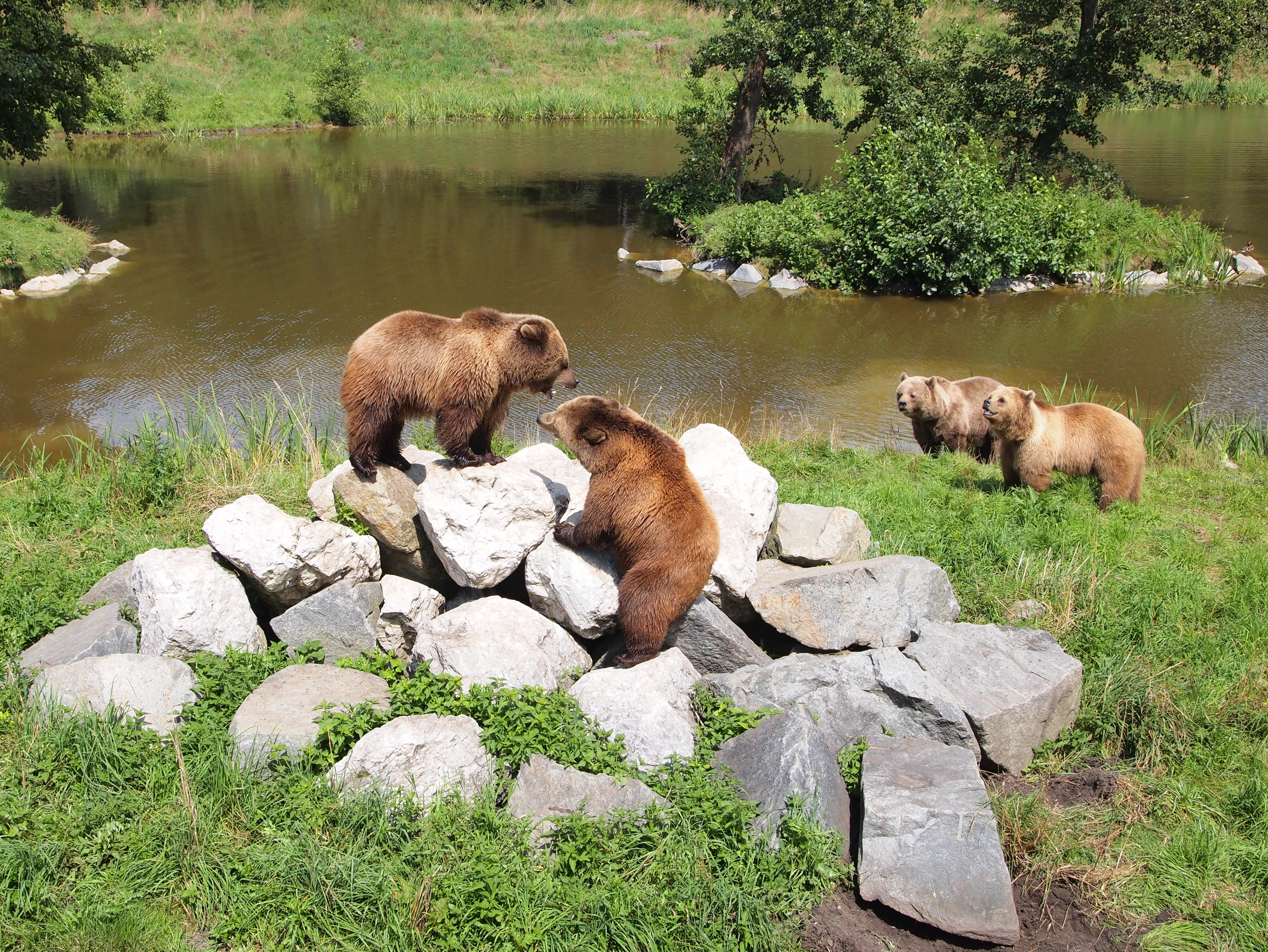
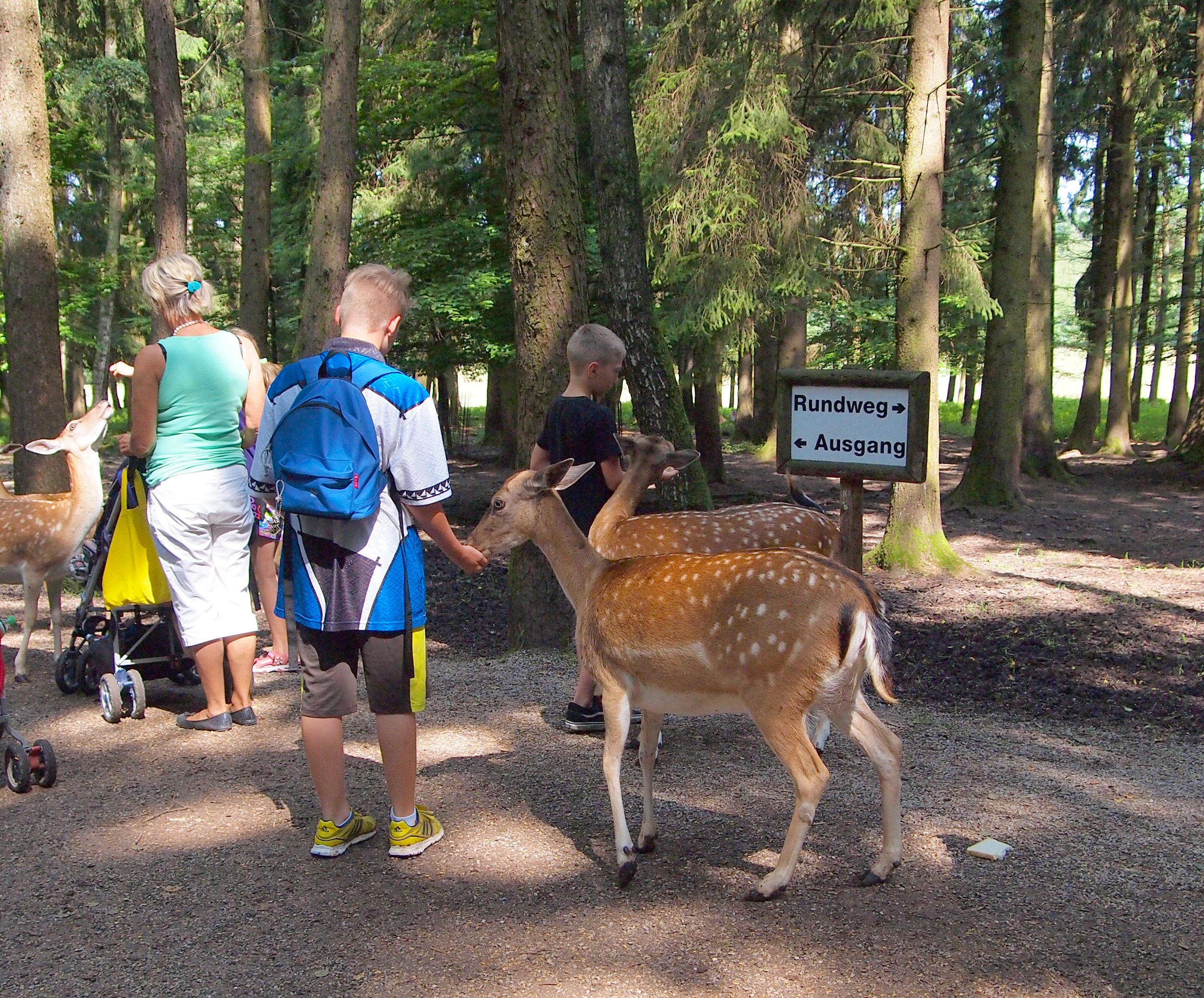
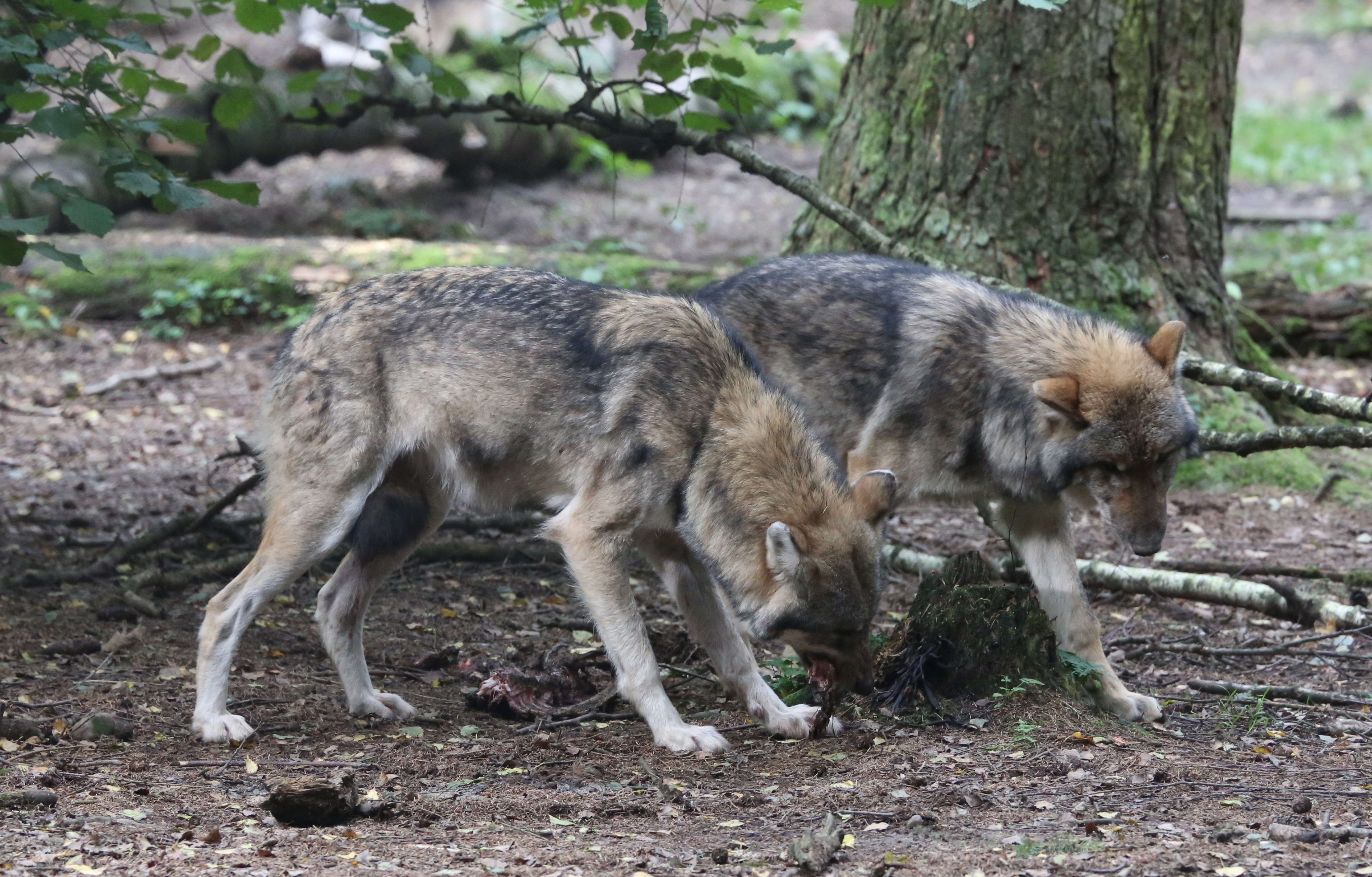
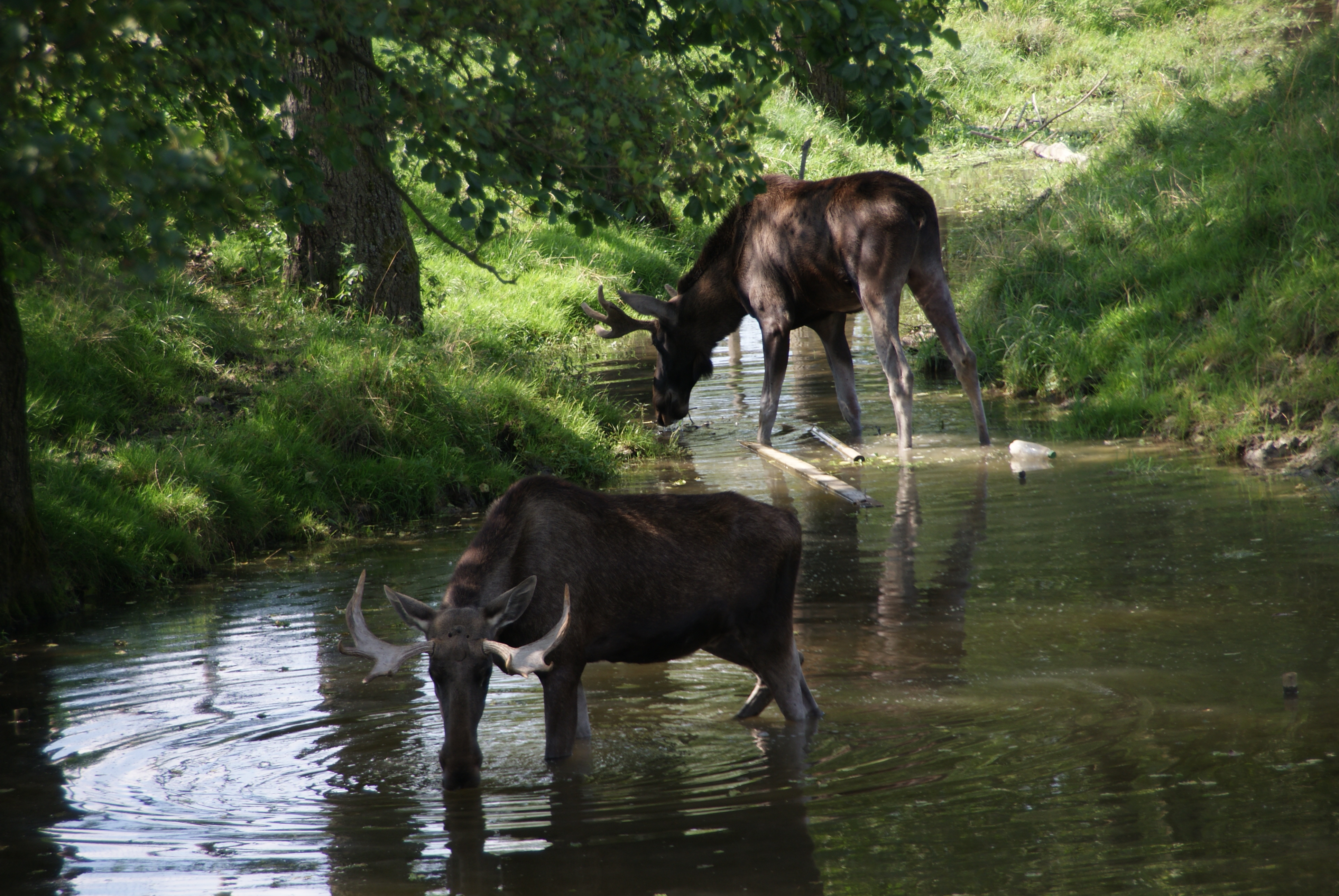
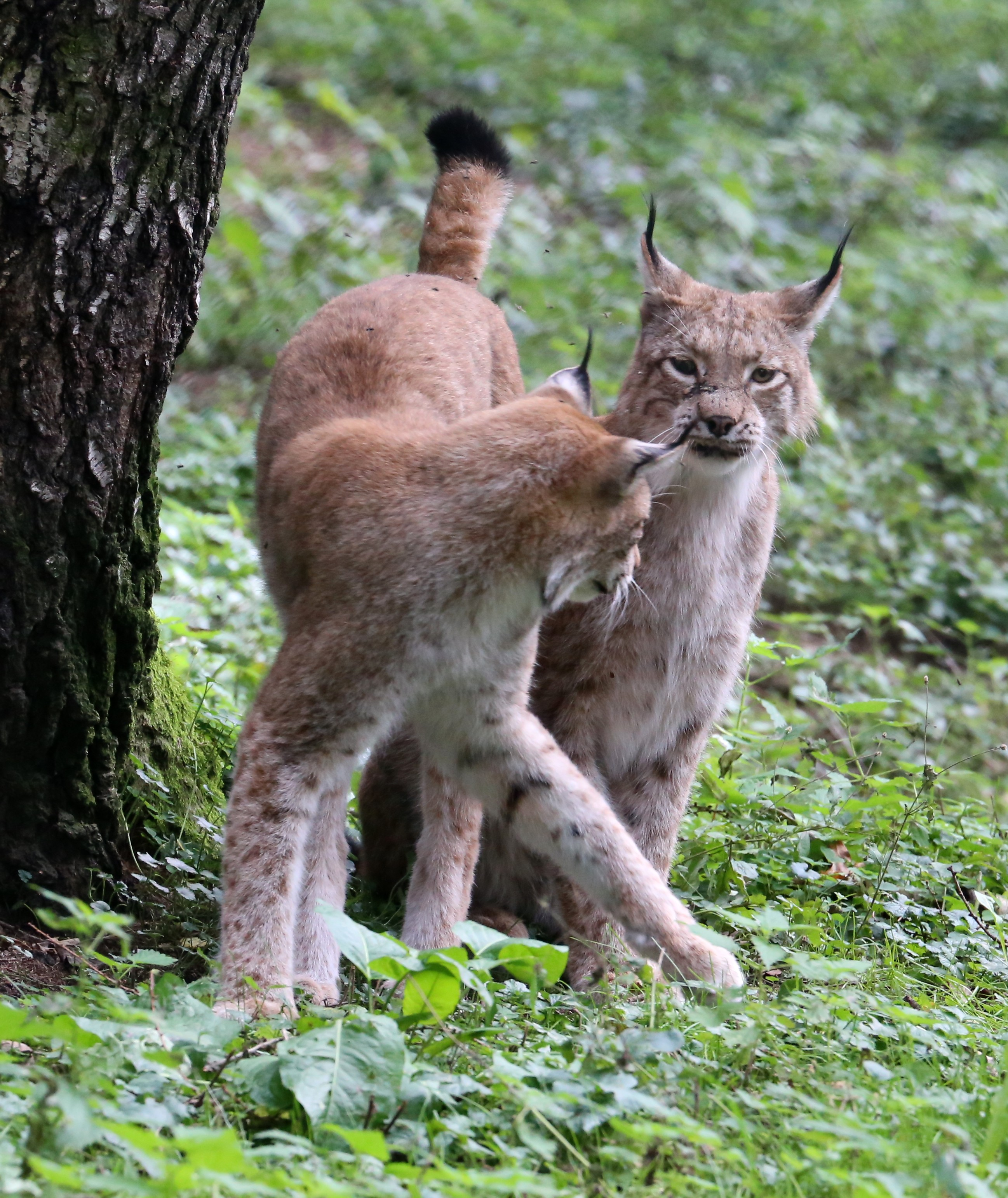
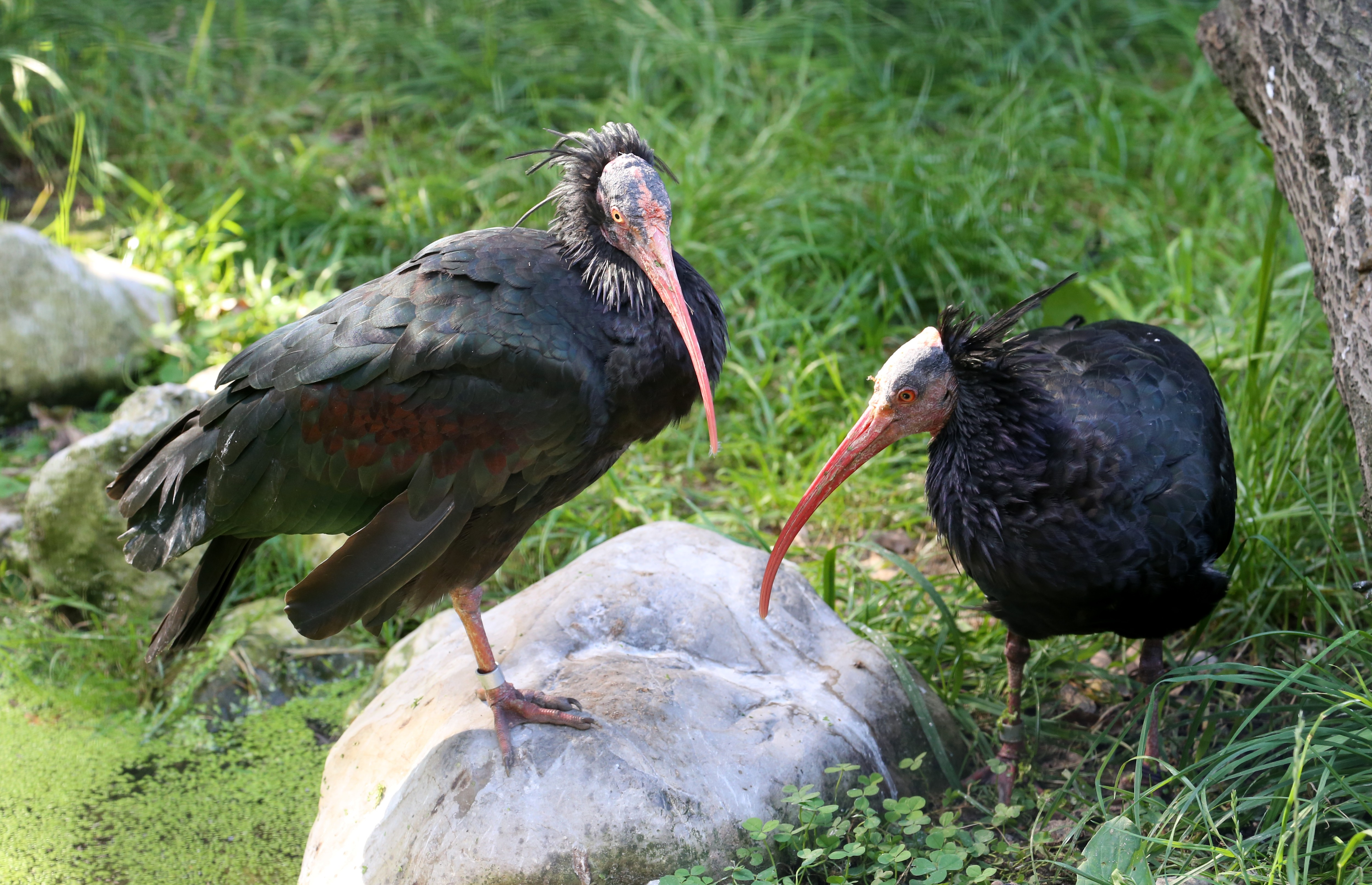
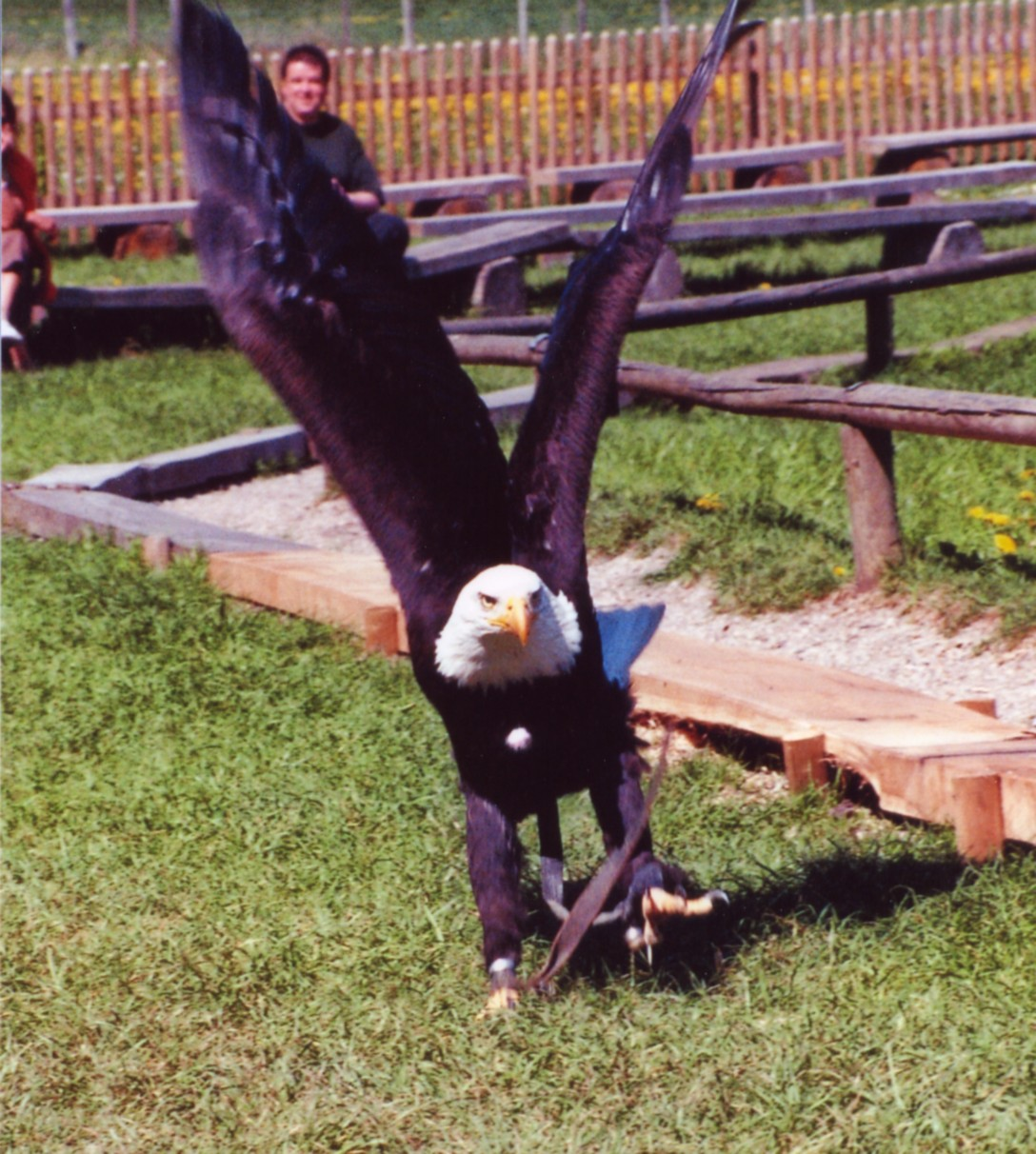

- Wildpark